# Thlaspida
Thlaspida is een geslacht van kevers uit de familie bladkevers (Chrysomelidae).
De wetenschappelijke naam van het geslacht werd in 1899 gepubliceerd door Julius Weise.

## Soorten
- Thlaspida cribrosa (Boheman, 1855)